# Tour de Galata
La tour de Galata (Galata Kulesi en turc) est une construction médiévale située à Istanbul dans le quartier de Galata en Turquie. La tour donne ainsi une vue sur Istanbul et comporte également un musée. 
Sa silhouette cylindrique caractéristique constitue un repère imposant dans le ciel de ce quartier situé au nord de la Corne d'Or et domine l'horizon tout en offrant une vue panoramique de la vieille ville d'Istanbul et de ses environs.
On la confond souvent avec l'ancienne tour de Galata, qui était une tour byzantine, nommée Megalos Pyrgos (« Grande Tour »), contrôlant l'extrémité nord de la Corne d'Or fermée par une chaine flottante et détruite en 1204 lors de la quatrième croisade.

## Histoire
Durant la seconde moitié du XIIIe siècle, les Génois ayant conclu des accords commerciaux avec les Byzantins, l'empereur Michel VIII Paléologue les autorisa à s'établir à Galata. Ces derniers firent alors construire des murs pour protéger leur nouvelle colonie, la tour fixant la limite Nord de celle-ci. D'après une légende, la tour fut construite en 1348 lors de l'agrandissement de la colonie, à l'emplacement d'un phare élevé en 507.
En 1453, le sultan Mehmed II fit ouvrir une brèche dans les murailles et transformer les derniers étages de la tour en poste d'observation pour les veilleurs chargés de signaler les incendies. Sous Soliman le Magnifique, elle servit de prison, puis de tour d'observation astronomique sous Murad III.

## Description
Élevés à 35 mètres au-dessus du niveau de la mer, les neuf étages de la tour la font culminer à 66,90 mètres (62,59 m, sans l'ornement sur le dessus et 51,65 m à la terrasse d'observation), c'était la plus haute construction de la ville d'Istanbul. La tour a un diamètre de 16,45 mètres à la base, et 8,95 mètres de diamètre intérieur. Ses murs ont 3,75 mètres d'épaisseur.
La section supérieure de la tour, avec sa toiture conique, a été légèrement modifiée lors de plusieurs restaurations au cours de l'époque ottomane. Ainsi, en 1794 la partie supérieure fut reconstruite, renforcée par des arcs de pierre et couverte d'un capuchon, toit en bois recouvert de plaques de plomb. En 1818, du haut de cette tour, Pierre Prévost prit le relevé du panorama de Constantinople exposé à Paris en 1825. Ce relevé est conservé au musée du Louvre.
Selon le Seyahatnâme (en) de l'historien et voyageur Evliya Çelebi, un homme nommé Hezârfen Ahmed Çelebi s'élança de la tour et plana jusqu'à Üsküdar, sur la rive asiatique du Bosphore à 3,5 km de là, grâce à des ailes qu'il avait lui-même confectionnées. Ce récit est vraisemblablement une exagération d'un vol plus court réellement effectué par Hezârfen Ahmed. Toujours selon Evliya Çelebi, le frère de Hezârfen Ahmed, Lagâri Hasan Çelebi, réalisa le même trajet en 1633 à l'aide d'une fusée placée dans une cage conique remplie de poudre à canon.
Dans les années 1960, la structure intérieure d'origine qui était en bois fut remplacée par une structure en béton et équipée de deux ascenseurs. La tour fut ouverte au public.
Cette tour a donné le substantif français galetas, pour désigner une pièce mansardée ou un réduit sous les combles.

## Galerie

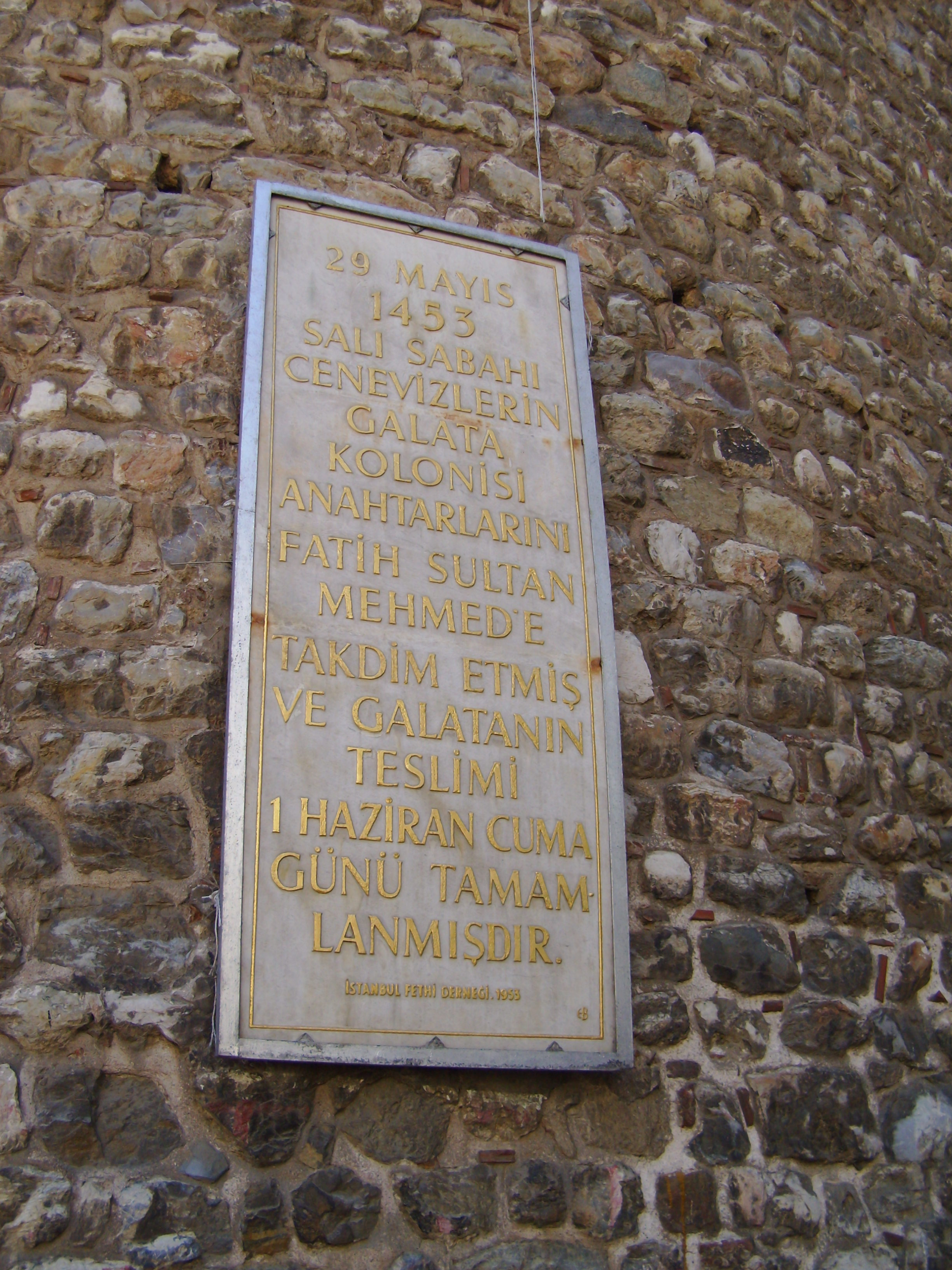
L'inscription sur la tour qui commémore la remise de ses clés de la part des génois à Mehmed II.
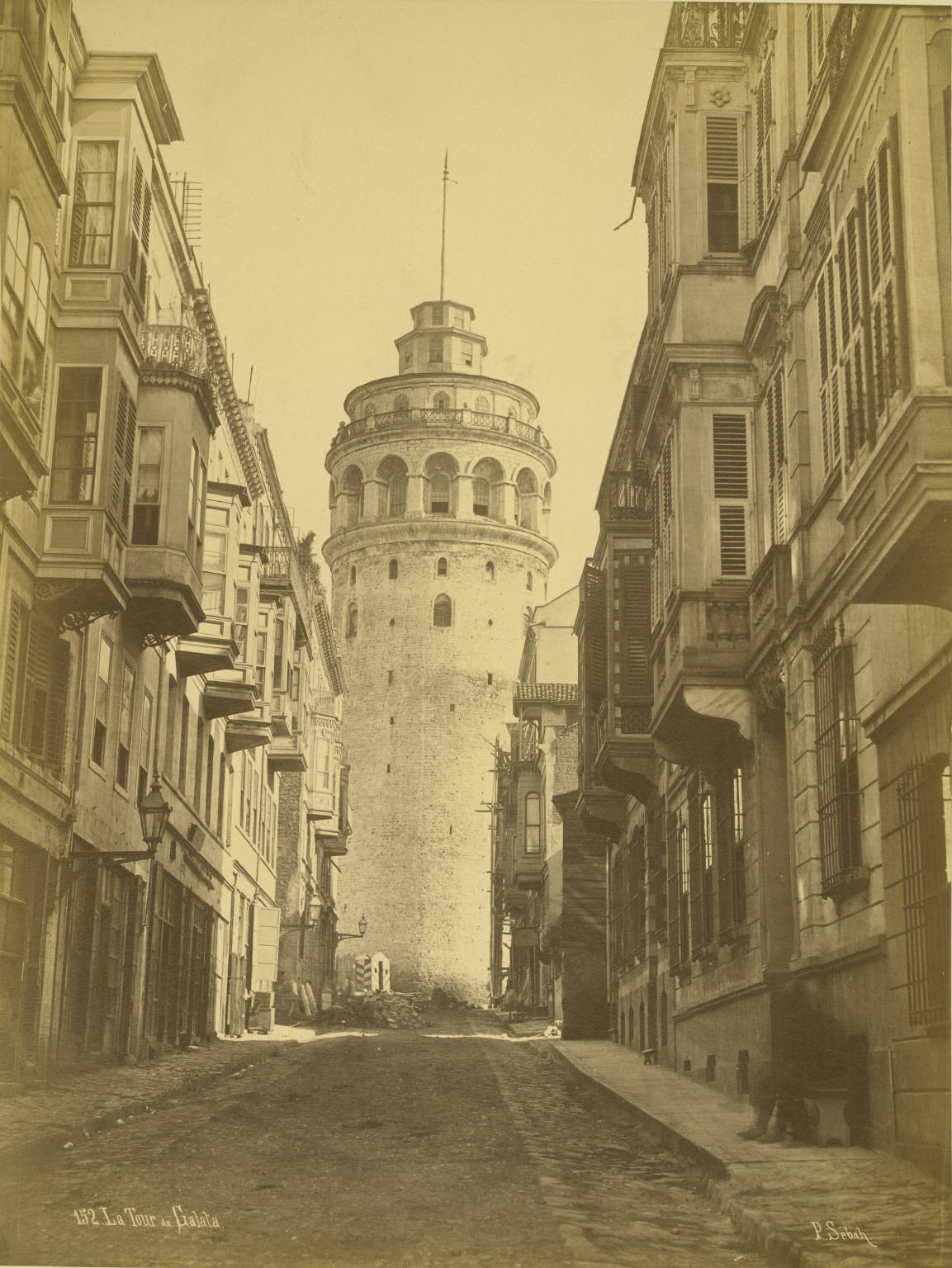
La tour entre 1875 et 1895. La coupole qui occupait son sommet de 1875 à 1967 permit de l'utiliser comme poste d'observation contre les incendies.
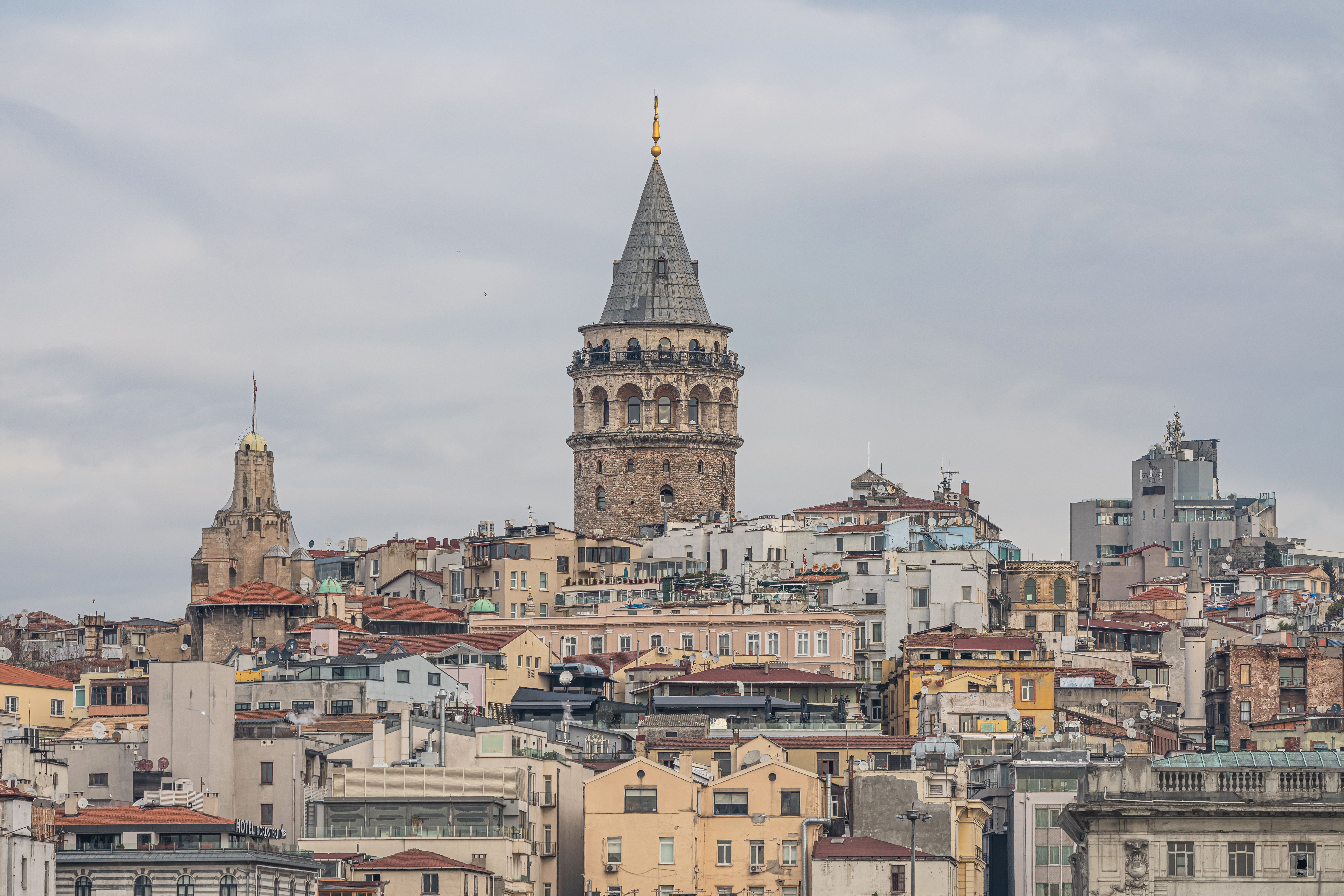
Le sommet de la tour de Galata vue depuis l'entrée de la Corne d'Or.
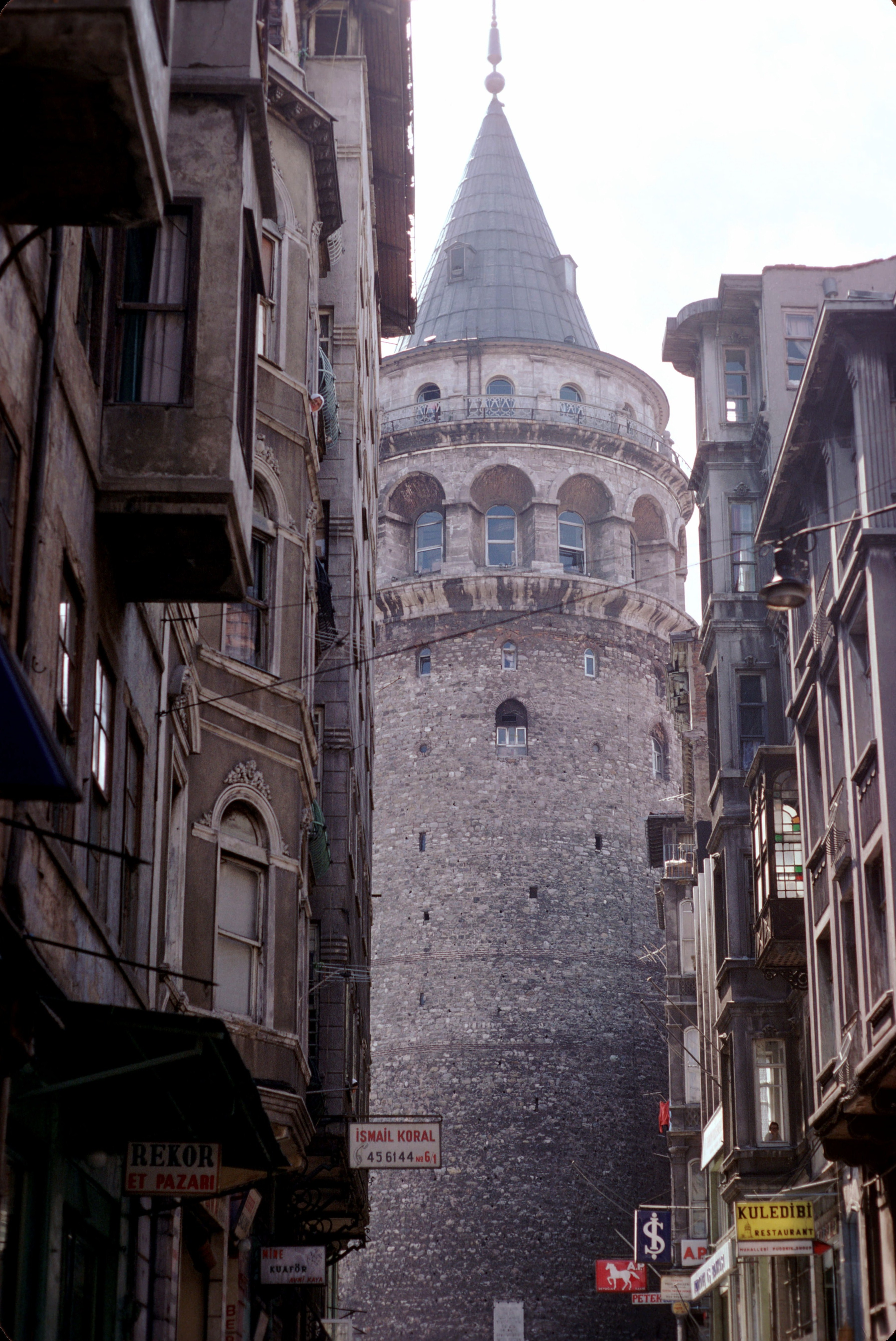
La tour de Galata en 1976.
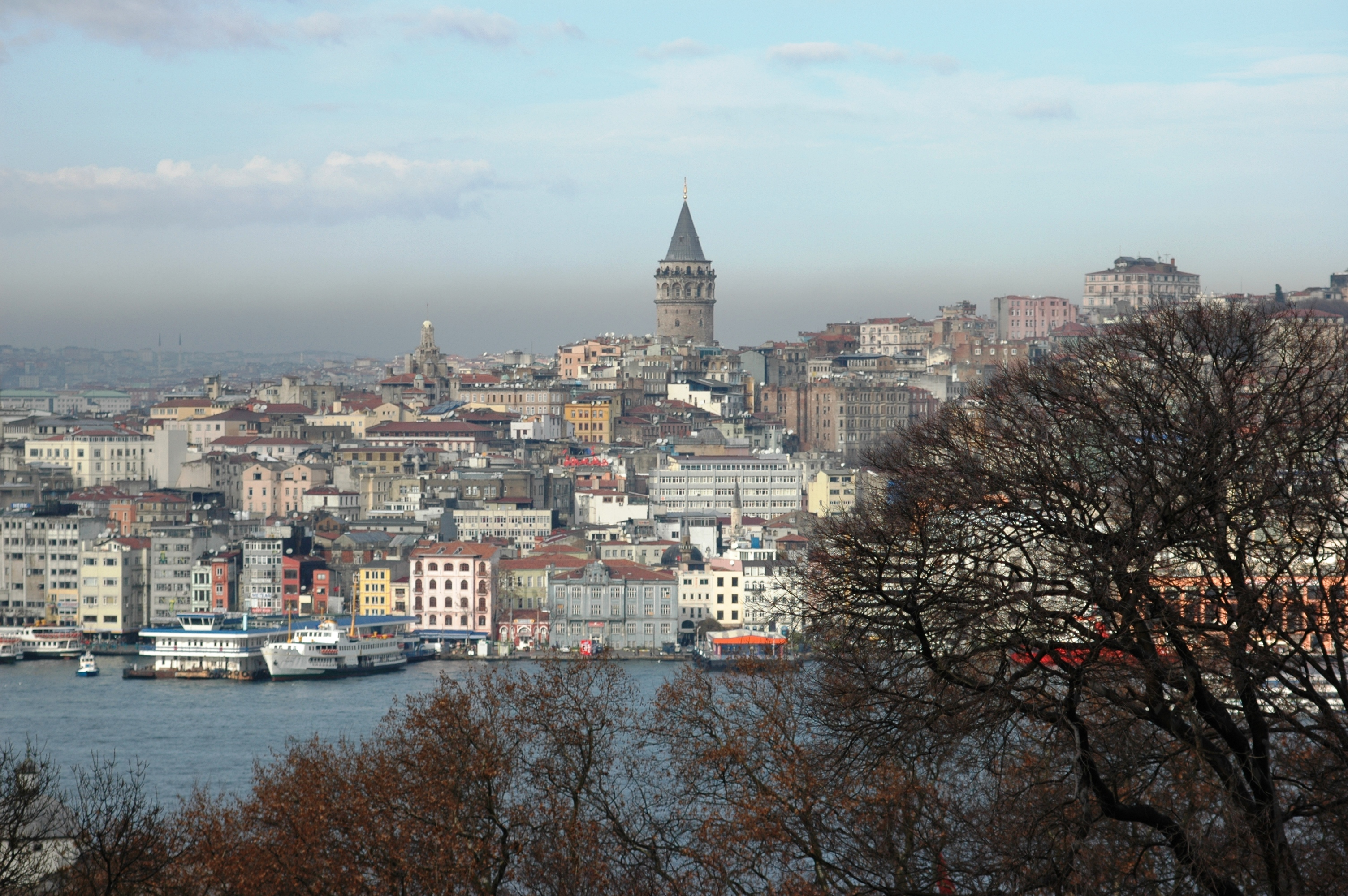
La tour et le quartier de Galata.
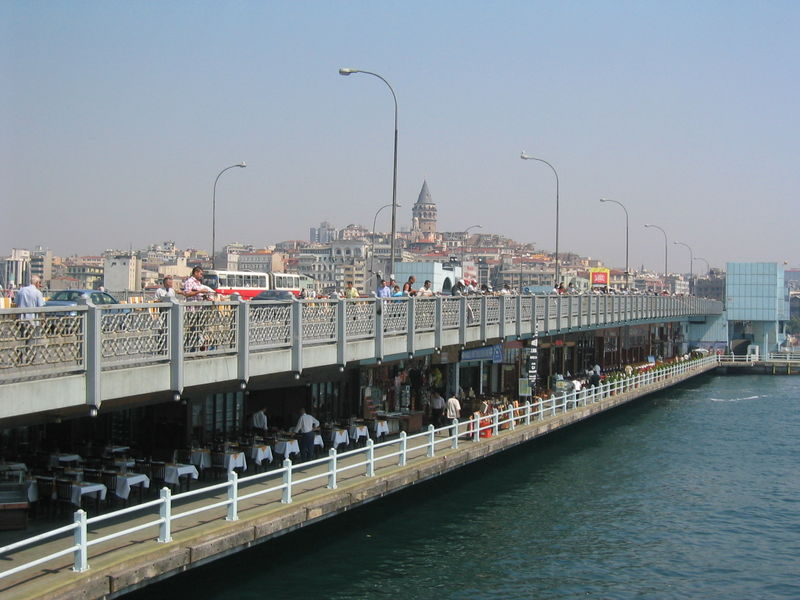
La tour et le pont de Galata.
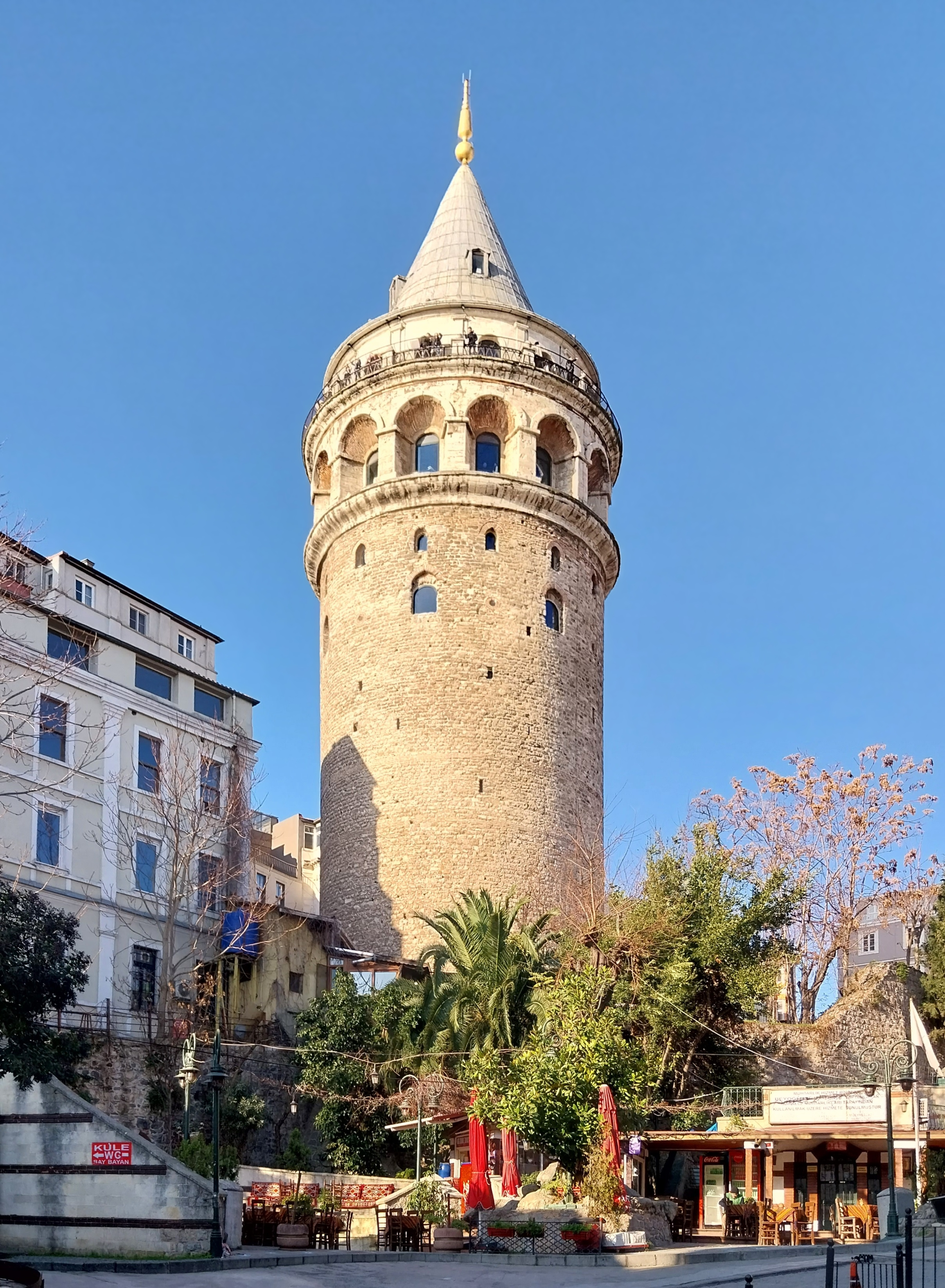
La tour de Galata en 2023.
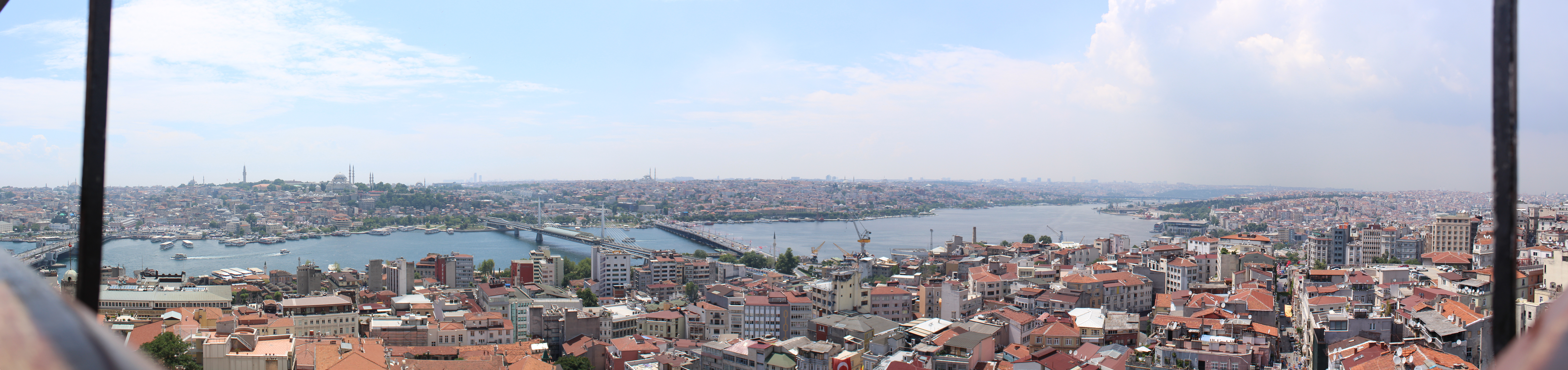
Vue depuis la face Sud-Ouest de la tour de Galata.
Vue depuis la face Nord-Est de la tour de Galata.